# Ka–25
A Ka–25 (NATO-kódja: Hormone) szovjet haditengerészeti helikopter, melyet 1958-ban fejlesztettek ki.

## Tervezés és fejlesztés

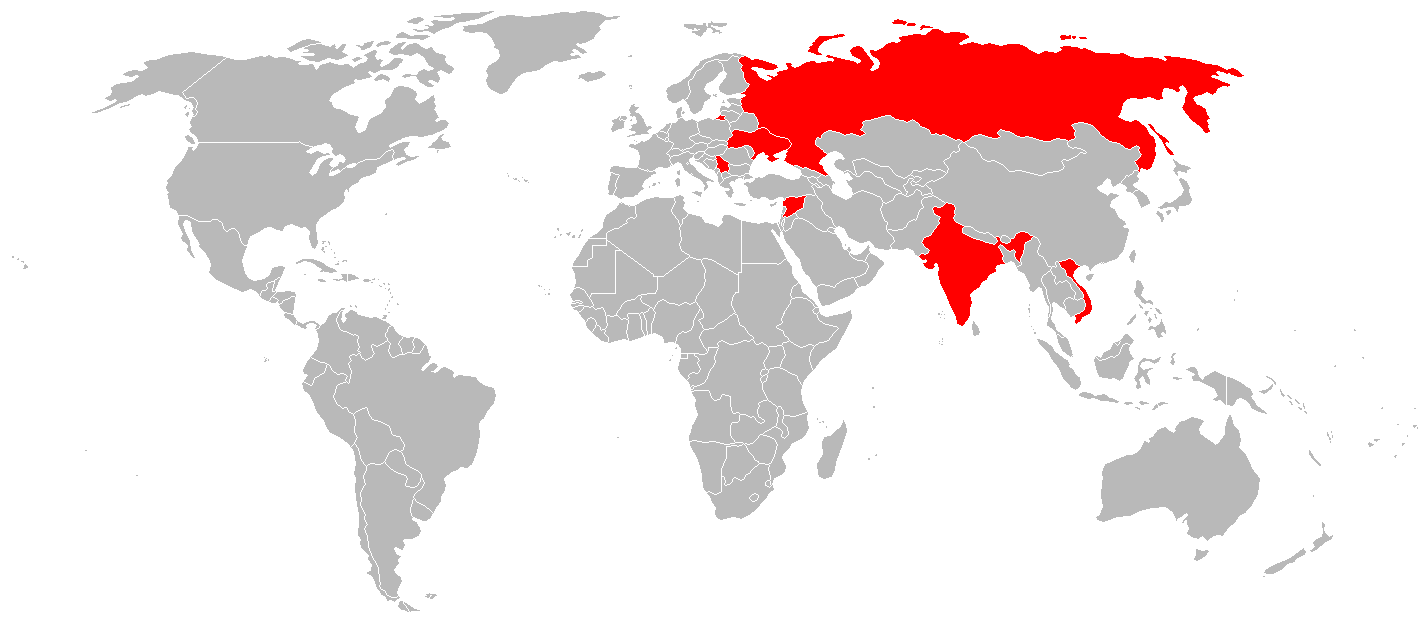
Ka–25 üzemeltetők

A Ka–25 fedélzeti helikopterek voltak Nyikolaj Kamov ellenforgó, koaxiális rotorjának első elterjedt alkalmazói. A reakciónyomatékot kiegyensúlyozó farokrotor hiánya miatt a konstrukció egyszerű és könnyű, a koaxiális főrotorok miatt pedig kisebb a rotorkör átmérője. A család első tagjaként az először 1960-ban repült Ka–20 Harp a szovjet haditengerészet 1957-es fedélzeti tengeralattjáró-elhárító helikopter kiírására készült el. Ez a gép volt a bevethető Hormone-ok alapja. A széria Ka–25BS Hormone–A méretben és megjelenésben szinte ugyanolyan volt, viszont hadműveleti eszközökkel és megnövelt teljesítményű 900 lóerős (671 kW) GTD–3F hajtóművekkel lett felszerelve (a hajtóműveket 1973-tól 990 lóerős/736 kW-os GTD–3M típusúakkal váltották fel). A gép 1967-ben állt szolgálatba.
Noha a törzs alsó része vízhatlan, a Ka–25-öt nem tervezték vízreszálló üzemeltetésre, és a futóművekre gyakran felfújható ballonokat szerelnek vízre történő kényszerleszállás esetére. A kabin a cél számára kielégítő, bár a személyzet nem tud benne felegyenesedni, és a későbbi rendszerek beszerelése a belső teret még zsúfoltabbá tette. A tengeralattjáró-elhárító feladatra elsősorban a következő szenzorokat használja: I/J hullámsávú radar (NATO-kódja: Big Blue), OKA–2 merülő hangbója, a faroktartóban elhelyezett lefelé tekintő Tie Rod elektrooptikai érzékelő, és mágneses anomália detektor, melyet a kabin hátsó részében kialakított rekeszben vagy a középső függőleges vezérsík alatti burkolatban hordoz. A törzshátsórész jobb oldalára dobozszerű szonárbója-kivető szerelhető. Festékbombák vagy füstgyertyák szintén szállíthatók külső függesztéssel. Átfogó repüléselektronikával, védelmi és navigációs rendszerekkel szerelték fel.
Általában fegyverzet nélkül használják, bár fel lehet szerelni egy koporsószerű fegyvertartóval a has alatt, mely a radartól fut hátra a faroktartóig, illetve kis bombák és mélységi bombák függeszthetők az orrfutók mögötti kis pilonokra. A törzs alatti fegyvertartó sokféle fegyvert, még nukleáris mélységi bombát is szállíthat. Ha kábelvezérlésű torpedót szállít, akkor a törzs elejének bal oldalára kábelorsót szerelnek.
Becslések szerint a legyártott kb. 450 Ka–25-ből mintegy 260 volt Hormone–A, de mára már csak néhány maradt szolgálatban, második vonalbeli feladatokra. Noha a korábbi Szovjetunió haditengerészetei kivonták a frontvonalbeli szolgálatból a Ka–25BS-t, a kis számban Indiába, Szíriába, Vietnámba és a korábbi Jugoszláviába exportált példányok többsége még szolgálatban áll.
A Nyugaton másodikként megismert Ka–25K változat a Hormone–B típusjelzést kapta. Ezt a változatot kívülről a korábbi lapos aljú változat helyett alkalmazott kerek, orron elhelyezett radarburkolatról, és a törzshátsórész alatt elhelyezett kis kupoláról lehet felismerni. Ezen a változaton a négy futómű felemelve eltávolítható a radar pásztázási teréből.
A Ka–25 utolsó változata a Hormone–C NATO jelzést viselő Ka–25PSZ, melynek példányait felesleges Hormone–A gépekből alakították át. A gép leginkább kutató-mentő feladatkörben ismert, bár egyes források szerint rakétairányítóként is szerepelt, Hormone–B gépekkel együtt. A tengeralattjáró-elhárító rendszerektől megszabadított Ka–25PSz legfeljebb 12 utast vagy ennek megfelelő terhet emelhet fel, így hasznos hajók közötti, vagy hajó és part közötti szállítógépként. A legtöbb Ka–25PSz-t keresőfényszóróval és egy 300 kg terhelhetőségű csörlővel is felszerelték. A gépeket mára többségében felváltották a Ka–27 kutató-mentő változatai.

## Változatok

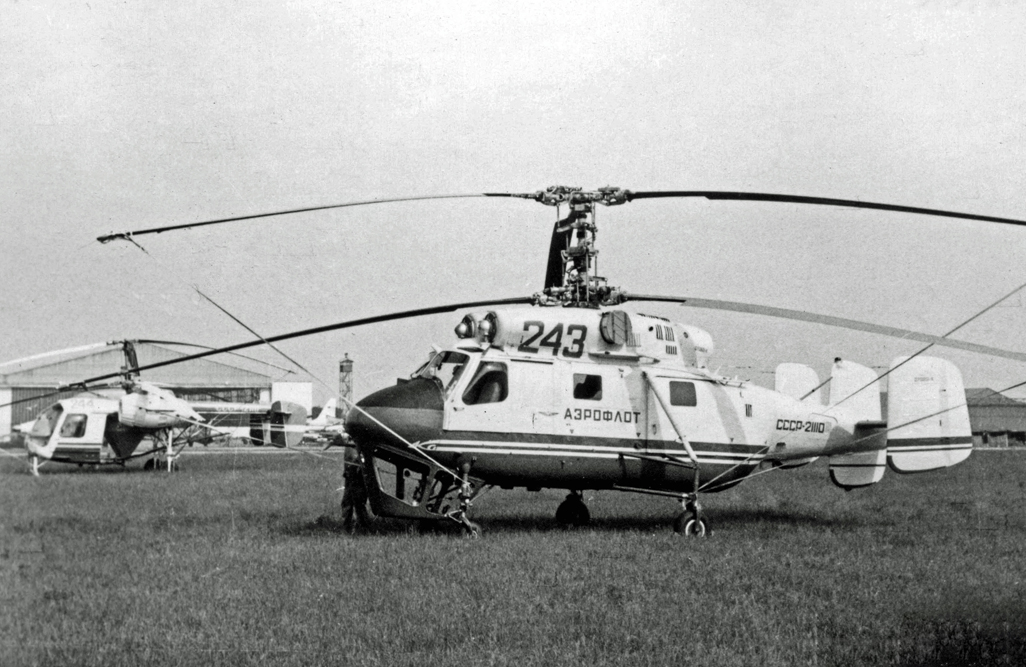
Kamov Ka–25K Aeroflot jelölésekkel az 1967-es párizsi Air Show-n

- Ka–20 – (NATO-kódja: Harp) A Ka–20 egy szovjet gyártmányú kétmotoros bemutató prototípus volt a Ka–25 helikopterhez, melynél a kabin felé szerelt turboshaft hajtóművek megvalósíthatóságát mutatták be.
- Ka–25BS – (NATO-kódja: Hormone–A) Ezt a változatot tengeralattjáró-elhárító feladatkörre használták, felszerelték radarral, szonárral, egy vontatott mágneses anomália detektorral, fegyverzete pedig torpedókból, nukleáris vagy hagyományos mélyvízi töltetekből állt.
- Ka–25BSZ – Aknamentesítő változat, nyolc készült.
- Ka–25C – Kevésbé ismert változat.
- Ka–25F – Támadó változat a Mi–22 és a nagyobb Mi–24 riválisaként. Teljesen üvegezett orr, négy ajtós raktér, egy törzs alatti torony (GS–23L), lehetőség hat 9M17 vagy hat UB–16 rakéta vagy bomba hordozására.
- Ka–25K – (NATO-kódja: Hormone–B)Horizonton túli célzó változat, a hadihajókról és tengeralattjárókról indított robotrepülőgépekhez használták adattovábbító gépként. Az orron elhelyezett kerek  radarburkolatról és a törzshátsórész alatt elhelyezett kis kupoláról lehet felismerni.
- Ka–25K – Polgári szállító helikopter a meghosszabbított orr-rész alatt elhelyezett gondolával, 2000 kg-os terhelhetőséggel. A rotorlapátok elektromos jégtelenítéssel rendelkeznek. Lehetőség van 12 főnyi utas elhelyezésére is. Egy prototípus készült (SSSR-21110), amely 1966-ban repült.
- Ka–25PSZ – (NATO-kódja: Hormone–C) Kutató-mentő és szállító változat. Az alapfelszereltség magában foglal 12 személy számára ülőhelyet, csörlőt, és lehetőség van hordágyak és kiegészítő üzemanyagtartályok elhelyezésére is. A Ka–25PS helikoptereket általában piros és fehér színűre festik.
- Ka–25T – (NATO-kódja: Hormone–B) Valószínűleg rosszul azonosított vagy a Ka–25K helikopterrel összekevert célravezető gép.
- Ka–25TL – Rakéta nyomkövető változat. Egyéb megjelölései a Ka–25TI és a Ka–25IV.

## Üzemeltetők
Bulgária

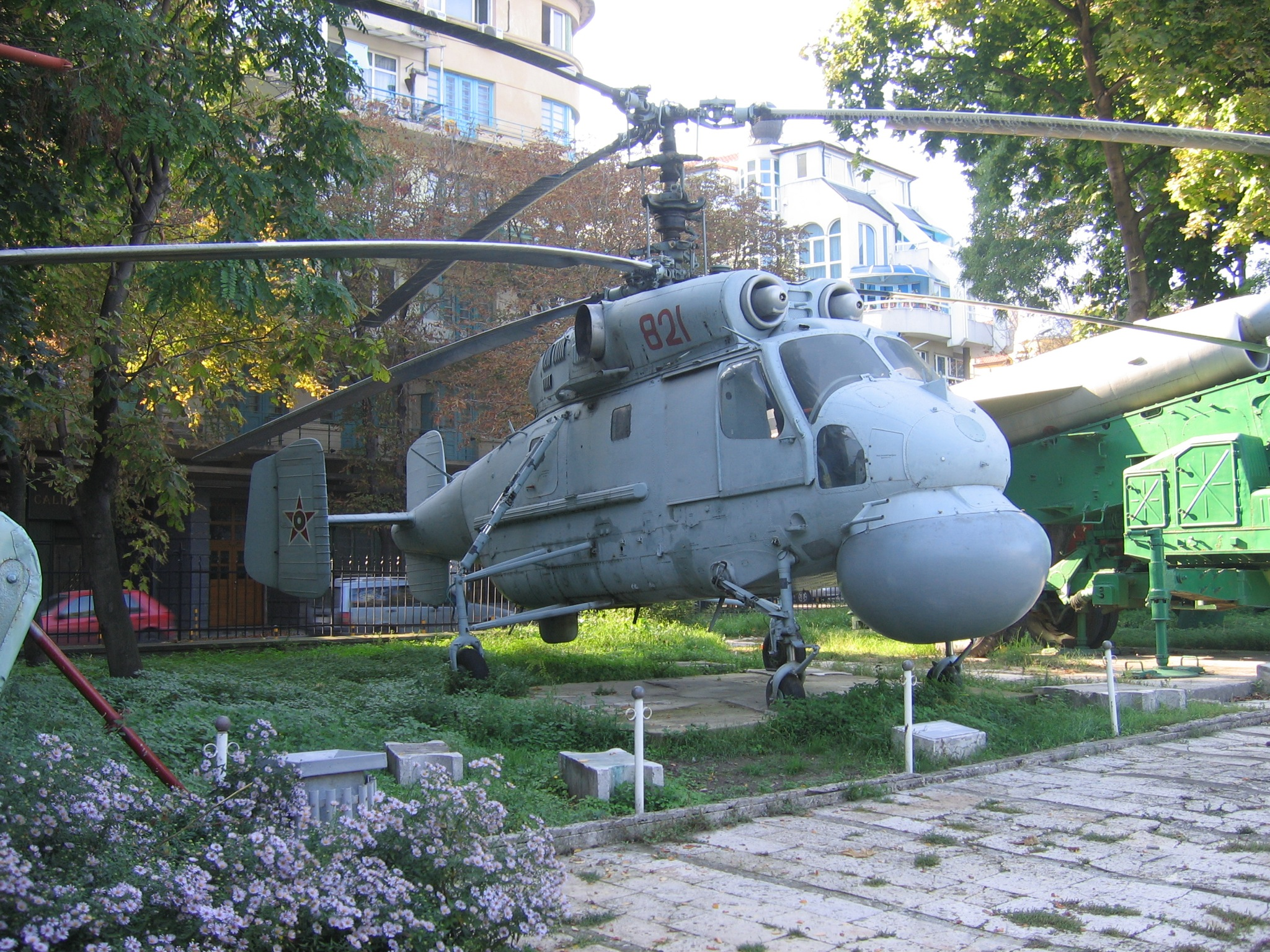
Ka–25T helikopter a várnai tengerészeti múzeumban kiállítva, Bulgária

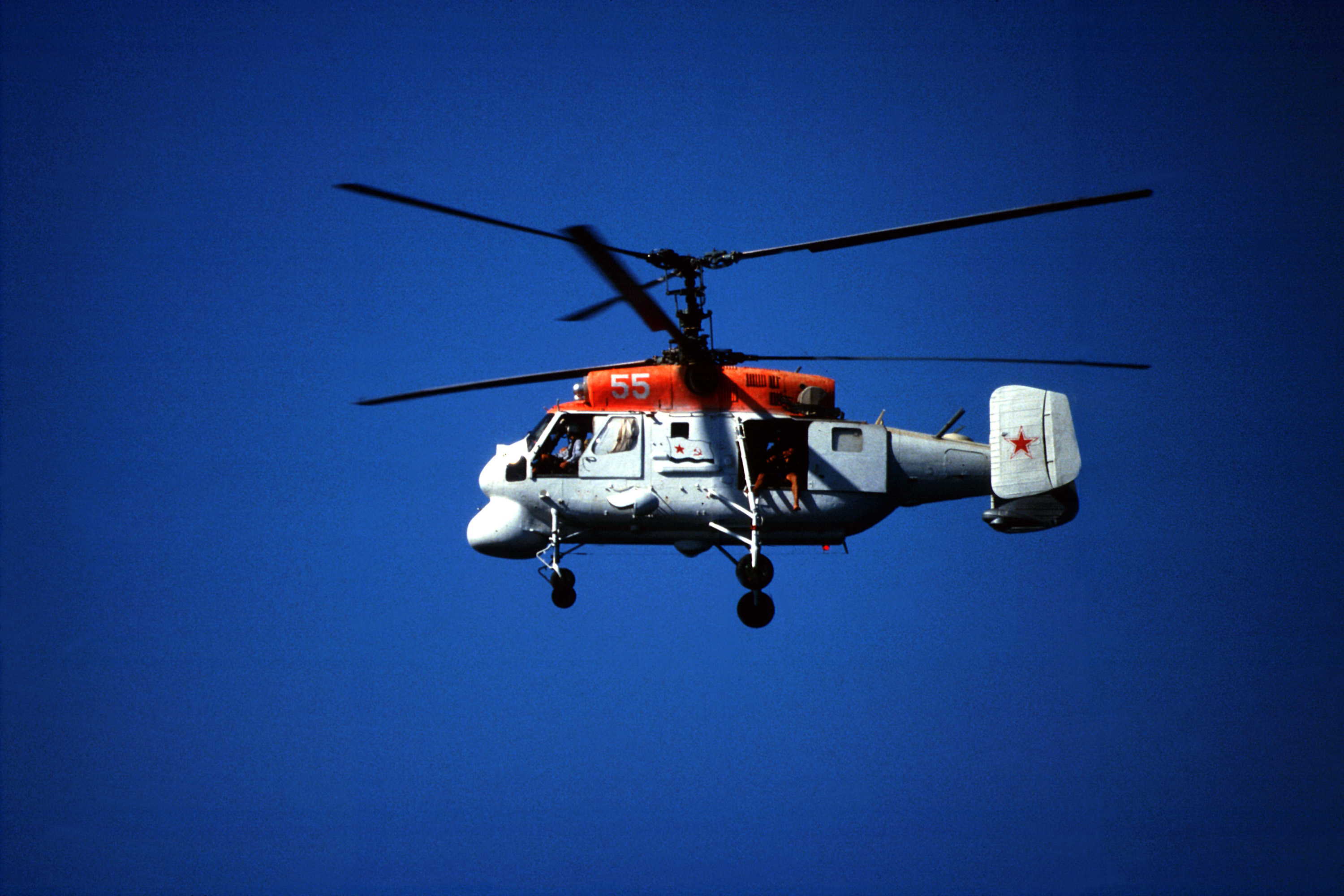
Egy szovjet Ka–25 Hormone–C helikopter

- Bolgár haditengerészet (hadrendből kivonva)

 India
- Indiai haditengerészet

 Jugoszlávia
- Jugoszláv Légierő

 Oroszország
- Orosz haditengerészeti légierő (a Ka–27 helikopter váltotta fel)

 Szíria
- Szír Légierő Szír Légierő

 Szovjetunió
- Szovjet haditengerészeti légierő

 Ukrajna
- Ukrán Haditengerészeti Légierő – A Fekete-tengeri Flotta 1997-es felosztásakot a Ka–25-ösöket fele-fele arányban osztotta el Oroszország és Ukrajna. Az Ukrán Haditengerészethez 28 darab Ka–25-ös került (18 db Ka–25PL, 2 db Ka–25BSZ, 2 db Ka–25C, 3 db Ka–25PN és 3 db Ka–25U).[1] A típus azonban Ukrajnában soha sem állt szolgálatba. Már a gépek hivatalos átadása előtt három évvel, 1994-ben kivonták a szolgálatból.

 Vietnám
- Vietnámi Légierő

## Műszaki adatok (Ka–25BS)

### Geometriai méretek és tömegadatok
- Hossz: 9,75 m
- Rotorátmérő: 15,74 m
- Magasság: 5,37 m
- Üres tömeg: 4765 kg
- Normál felszálló tömeg: 7500 kg
- Hasznos terhelés: 1300 kg

### Hajtóművek
- Hajtóművek száma: 2 darab
- Típusa: Glusenkov GTD–3F tengelyteljesítményt szolgáltató gázturbina (szabadturbinás hajtómű)
- Teljesítmény: 671 kW (898 LE) egyenként

### Repülési jellemzők
- Maximális sebesség: 209 km/h
- Normál utazósebesség: 193 km/h
- Maximális hatótávolság: 400 km
- Szolgálati csúcsmagasság: 3350 m

### Kapcsolódó fejlesztés
- Ka–20
- Ka–27

### Hasonló helikopterek
- SH–2 Seasprite
- Westland Lynx

## Fordítás
Ez a szócikk részben vagy egészben  a   Kamov Ka-25 című angol Wikipédia-szócikk ezen változatának fordításán alapul.  Az eredeti cikk szerkesztőit annak laptörténete sorolja fel. Ez a jelzés csupán a megfogalmazás eredetét és a szerzői jogokat jelzi, nem szolgál a cikkben szereplő információk forrásmegjelöléseként.